# سیارک ۱۶۲۷۱
سیارک ۱۶۲۷۱ (به انگلیسی: 16271 Duanenichols، نامگذاری:2000JC55) شانزده هزار و دویست و هفتاد و یکمین سیارک کشف شده‌است که در ۶ مه ۲۰۰۰ کشف شد.
قدر مطلق سیارک برابر ۱۱.۲ است.